# Chłopaki Anansiego
Chłopaki Anansiego (oryg. ang. Anansi Boys) – powieść z gatunku urban fantasy angielskiego autorstwa Neila Gaimana. 
Wydana w 2005 przez wydawnictwo Harper Collins; polskie wydanie, w tłumaczeniu Pauliny Braiter, wydało Wydawnictwo Mag w 2006 r.
Powieść jest luźno powiązana z innym utworem Gaimana, powieścią Amerykańscy bogowie - łączy je postać afrykańskiego boga-pająka Anansiego.

## Fabuła
Gruby Charlie nigdy nie lubił swego ojca, więc gdy tylko dorósł, wyprowadził się z rodzinnej Florydy do Londynu, gdzie wiódł dość nudne życie. Bez specjalnych sukcesów pracował w różnych firmach, znalazł też sobie narzeczoną – Rosie, z którą - mimo niechęci ze strony przyszłej teściowej – zamierzał się pobrać. Naciskany przez dziewczynę, niechętnie zadzwonił do Ameryki, by zaprosić ojca na ślub. Dowiedział się wtedy od sąsiadki, pani Higgler, że ojciec właśnie zmarł. Ledwie zdążywszy na pogrzeb, Charlie od wiekowych przyjaciółek ojca dowiedział się kilku niezwykłych rzeczy. Otóż jego ojciec nie był zwyczajnym człowiekiem, lecz afrykańskim bogiem-pająkiem Anansim. A poza tym, Charlie ma brata, o którym nigdy nie słyszał.
Już w Londynie dość przypadkowo zaprasza do siebie swego brata – Spidera. Ten, przybywszy, przewraca całe jego życie do góry nogami. Zajmuje pokój w jego mieszkaniu, odbija mu dziewczynę i umiejętnie straszy szefa-hochsztaplera. Szef Charliego, Grahame Coats, poczuwszy się zagrożony w swoich machlojkach, fabrykuje przeciw niemu dowody i zawiadamia policję, a zaskoczony przez oszukiwaną klientkę, zabija ją i ucieka na Karaiby. Także Rosie zawodzi  – łamie swe zasady, idąc ze Spiderem do łóżka. Właściwie jedynym pozytywem jest znajomość z sympatyczną policjantką Daisy. Niemniej, po tym wszystkim Charlie ma dość cynicznego brata.
Leci znów na Florydę i prosi panią Higgler i jej koleżanki o interwencję. Te przenoszą go do swoistego panteonu afrykańskich bóstw-zwierząt, gdzie Charlie wynajmuje kobietę-ptaka do usunięcia Spidera ze swojego życia. W Londynie zaczyna się więc polowanie na drugiego z braci, a sam Charlie zostaje tymczasowo aresztowany. Nieszczęścia niespodziewanie zbliżają braci do siebie. Postanawiają odkręcić całe zamieszanie, a Spider zrywa z Rosie.
Po tym, jak Spider pada ofiarą ptasiego stada, Charlie kolejny raz leci na Florydę, i dalej na karaibską wysepkę Saint Andrews, gdzie ma być klucz do uzdrowienia sytuacji – pani Higgler. Na wysepce, cudownym zbiegiem okoliczności, krzyżują się drogi wszystkich osób dramatu. Tu przebywa uciekinier pan Coats, tu wczasują Rosie z matką, tu w końcu trafia także szukająca Coatsa Daisy.
Socjopata Coats więzi Rosie i jej matkę, próbuje zabić Charliego, a potem usiłuje sterroryzować jego i Daisy. Charlie dłużej nie może zwlekać. Przy pomocy pani Higgler znów udaje się do krainy bóstw. Tam przede wszystkim spotyka ojca, z którym wreszcie trochę się bliżej poznaje. Coraz pewniejszy siebie wędruje po zaświatach, odkręca umowę z kobietą-ptakiem, ratuje uwięzionego brata, ocala także Rosie i jej matkę. Po dramatycznych przejściach wszyscy odnajdują się w nowej sytuacji, nawrócony Spider żyje na wyspie z Rosie i jej matką, a Charlie z Daisy dochowują się synka. Pan Coats trafia do panteonu zwierząt jako mały niesympatyczny gryzoń, a pan Nancy-Anansi nareszcie może spokojnie położyć się w trumnie.